# 룽이런

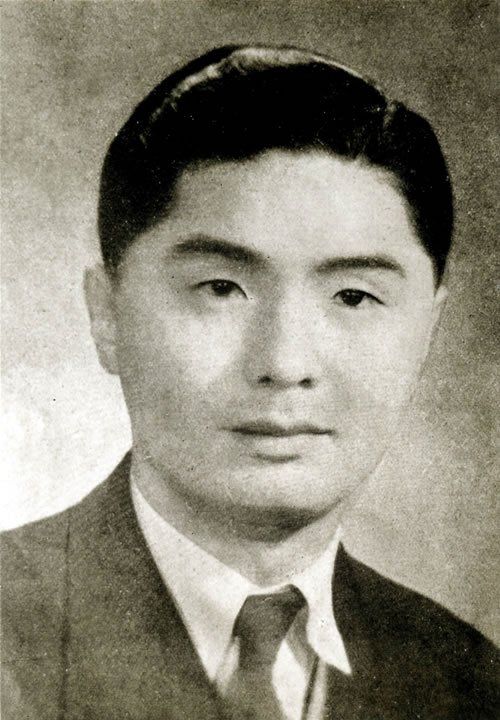
룽이런(1949년)

룽이런(영의인, 중국어 정체자: 榮毅仁, 병음: Rong Yiren, 1916년 5월 1일 ~ 2005년 10월 26일)은 중화인민공화국의 정치인이다. 그는 붉은 자본가(紅色資本家)라는 별명이 있다.

## 생애
1916년 장쑤성 우시 시에서 태어났다. 1937년에 상하이의 성 요한 대학교(zh)를 졸업했다. 1993년부터 1998년까지 중화인민공화국의 부주석을 지냈다. 2005년 89세의 일기로 사망했다.
| 전임 왕전 | 중화인민공화국 부주석 권한대행 1993년 3월 12일 ~ 1993년 3월 26일 | 후임 룽이런 |

| 전임 룽이런 | 중화인민공화국 부주석 서리 1993년 3월 26일 ~ 1993년 3월 27일 | 후임 룽이런 |

| 전임 왕전 | 제6대 중화인민공화국 부주석 1993년 3월 27일 ~ 1998년 3월 15일 | 후임 후진타오 |